# Dinneri, Malur
Dinneri là một làng thuộc tehsil Malur, huyện Kolar, bang Karnataka, Ấn Độ.